# Coppa delle Nazioni U23 UCI 2013
La Coppa delle Nazioni U23 UCI 2013 fu la settima edizione della competizione organizzata dalla Unione Ciclistica Internazionale, passaggio obbligato per i ciclisti di meno di 23 anni che desideravano partecipare alle gare a loro riservate ai Campionati del mondo di ciclismo su strada 2013. Comprendeva dieci gare ed era riservata alle squadre nazionali, permettendo loro di accumulare punti e determinare il numero di posti assegnati a ciascuna di esse ai campionati del mondo.

## Calendario
| Data         | Gara                                              | Vincitore          | Vincitore (Nazioni) | Leader (Nazioni) |
| ------------ | ------------------------------------------------- | ------------------ | ------------------- | ---------------- |
| 16 marzo     | Campionati asiatici-Prova in linea Under-23       | Ali Khademi        | Iran                | Iran             |
| 6 aprile     | Giro delle Fiandre Under-23                       | Rick Zabel         | Germania            | Germania         |
| 10 aprile    | La Côte Picarde                                   | Caleb Ewan         | Australia           | Belgio           |
| 13 aprile    | ZLM Tour                                          | Yoeri Havik        | Paesi Bassi         | Paesi Bassi      |
| 5 maggio     | Campionati panamericani-Prova in linea Under-23   | Richard Carapaz    | Ecuador             | Paesi Bassi      |
| 7-9 giugno   | Coupe des Nations Ville de Saguenay               | Sondre Holst Enger | Norvegia            | Paesi Bassi      |
| 12 agosto    | Campionati europei-Prova in linea Under-23 (2013) | Sean De Bie        | Belgio              | Francia          |
| 24-31 agosto | Tour de l'Avenir                                  | Rubén Fernández    | Regno Unito Spagna  | Francia          |

## Classifica
| Pos. | Paese       | Punti |
| ---- | ----------- | ----- |
| 1    | Francia     | 75    |
| 2    | Regno Unito | 64    |
| 3    | Paesi Bassi | 59    |
| 4    | Norvegia    | 57    |
| 5    | Belgio      | 52    |
| 6    | Kazakistan  | 46    |
| 7    | Italia      | 46    |
| 8    | Germania    | 44    |
| 9    | Slovenia    | 42    |
| 10   | Colombia    | 41    |